# Larry Wall
Pour les articles homonymes, voir Wall.
 (juillet 2015).
Si vous disposez d'ouvrages ou d'articles de référence ou si vous connaissez des sites web de qualité traitant du thème abordé ici, merci de compléter l'article en donnant les références utiles à sa vérifiabilité et en les liant à la section « Notes et références ».
Larry Wall (né le 27 septembre 1954 à Los Angeles aux États-Unis) est le concepteur américain du langage de programmation Perl, ainsi que le développeur de son premier interpréteur (1987).

## Biographie
Il obtient son bachelor en 1976 à la Seattle Pacific University (en). Il poursuit ses études à l'université de Berkeley où, avec sa femme, il étudie la linguistique. Wall explique qu'à l'époque, sa femme et lui souhaitaient créer un système de transcription d'une langue africaine non écrite, mais des raisons de santé ont changé leur plan. Finalement, à la fin de ses études, Wall est recruté au Jet Propulsion Laboratory.
La formation de linguiste de Wall, ainsi que sa foi chrétienne, ont beaucoup influencé Perl : Wall motive souvent les choix fait pour Perl à partir des langues naturelles ; le nom de Perl est une référence discrète à un passage de la Bible ; la création d'objet en Perl se fait avec un mot clef « bless » que l'on peut traduire par « bénir »…
Si le langage Perl est la raison de sa célébrité, on doit également à Larry Wall d'autres logiciels :
- rn (read news) de consultation d'informations ;
- patch, l'outil de mise à jour globale d'un code source.

Il a gagné IOCCC à deux reprises et a reçu en 1998 le prix pour le développement du logiciel libre de la Free Software Foundation. Il travaille actuellement à la spécification de Perl 6, refonte majeure du langage.
Au-delà de son habileté technique, Larry est connu pour l'humour qui transparaît dans son code source, dans ses publications, et qu'il utilise parfois sur Usenet.
Coauteur de Programming Perl (souvent appelé le Camel Book) – référence pour les programmeurs Perl – il a aussi coédité des livres tels que le Perl Cookbook. Tous les livres qu'il a écrits ou coécrits sont publiés par O'Reilly.
Un canular fut lancé en 2000 sur l'Internet selon lequel « la contribution majeure apportée par Larry Wall à l'économie numérique avait décidé le maire de New York à lui dédier une rue de son vivant ». Il s'agissait bien entendu d'une référence malicieuse à Wall Street. Larry Wall reçut néanmoins des actions gratuites d'Amazon à titre de remerciement pour la contribution de son langage à mettre en place le service dans de très courts délais.

## Les trois vertus du programmeur
Larry Wall, avec Randal L. Schwartz et Tom Christiansen, dans la seconde édition de Programming Perl, a explicité les Trois Vertus du Programmeur :
« Les trois principales qualités du programmeur sont la paresse, l'impatience et l'orgueil » (Camel Book)
1. Paresse - La qualité qui vous pousse à faire de grands efforts pour réduire le total des dépenses d'énergie. C'est elle qui vous fait écrire des programmes qui font gagner du temps sans effort et que d'autres trouveront utiles, et c'est elle qui vous pousse à documenter ce que vous avez fait pour ne pas avoir à répondre à plein de questions.
2. Impatience - L'énervement que vous ressentez lorsque l'ordinateur est paresseux. L'impatience vous pousse à écrire des programmes qui ne répondent pas seulement à vos besoins, mais qui les anticipent même. Ou du moins qui font comme si.
3. Orgueil - C'est la qualité qui vous fait écrire et maintenir des programmes desquels personne ne voudra dire du mal.